# Signalisation fluviale

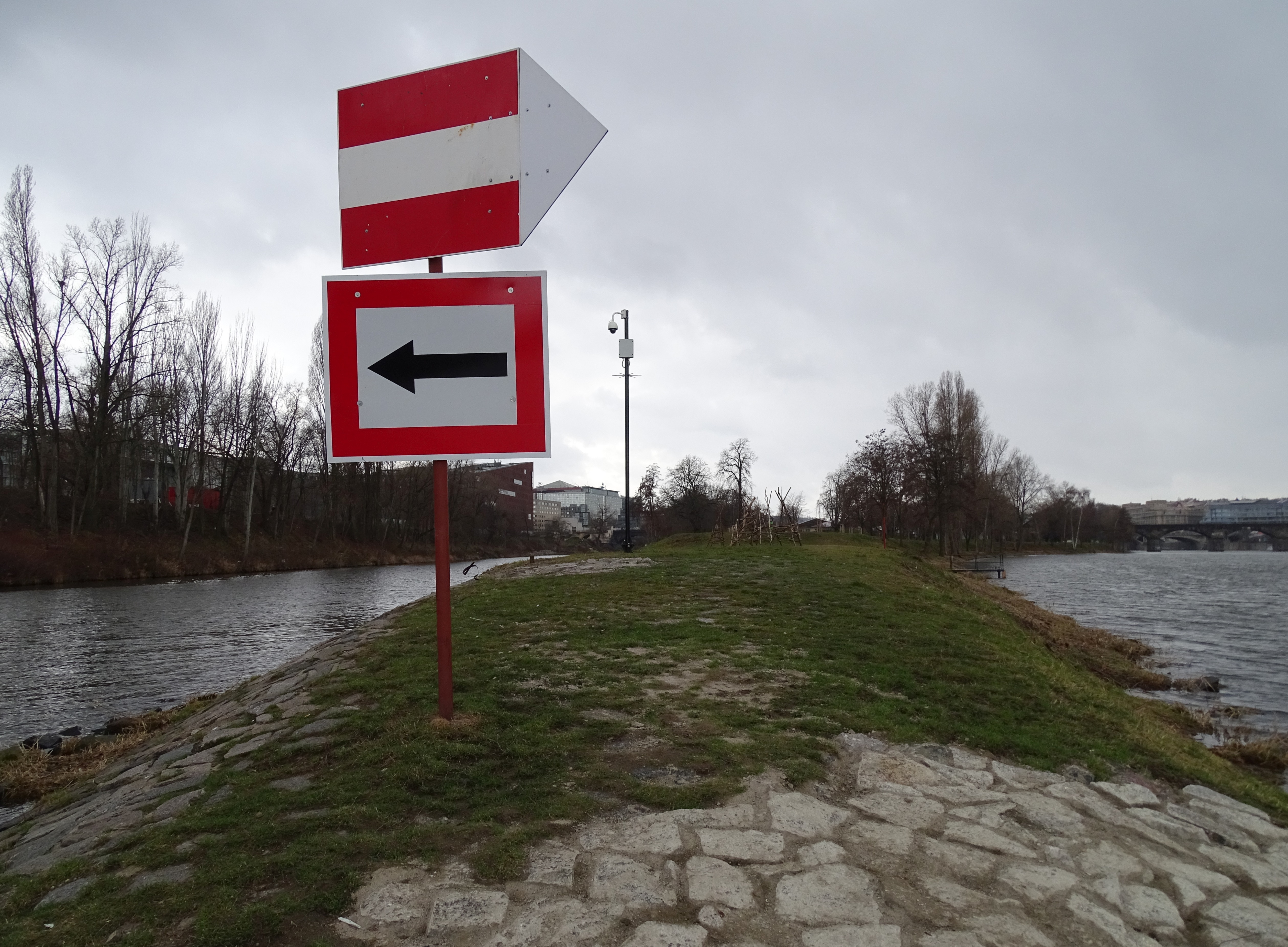
Deux panneaux de signalisation fluviale à Prague (Tchéquie).

La signalisation fluviale désigne l'ensemble des signaux destinés à réguler la circulation sur des cours d'eau ouverts à la navigation.
Cette signalisation fluviale s'appuie souvent sur des panneaux placés sur les berges (à l'instar de la signalisation routière), mais aussi sur des balises (à l'instar de la signalisation maritime).
En France, la signalisation fluviale est définie par un texte officiel : le règlement général de police de la navigation intérieure.